# Son of Beast
Son of Beast was een houten achtbaan in het Amerikaanse attractiepark Kings Island.

## Algemene informatie
De naam Son of Beast suggereert dat het een opvolger of zoon van The Beast betreft. Bij de introductie van Son of Beast in 2000, was het de enige houten achtbaan in de top 10 van de wereldwijde ranglijsten van achtbanen. De baan werd hierin opgenomen vanwege de lengte, de hoogte, de snelheid en de daling.  
De achtbaan werd geproduceerd door Roller Coaster Corporation of America de keuze voor een relatief kleine producent had eerder te maken met het budget dan met de kwaliteit die werd geleverd door het bedrijf. Een stuk achtbaan stortte tijdens de opbouw in wat leiden tot het ontslag van Roller Coaster Corporation of America nog voor de achtbaan was afgewerkt. Paramount's Kings Island besliste hierbij de achtbaan zelf af te werken en de designfouten er zoveel mogelijk uit te halen. De jaren nadien werd er bijna elk tussenseizoen, als het pretpark gesloten is, gewerkt aan de achtbaan, om deze zachter en minder ruw te maken, iets waarin men slechts in heel beperkte mate in slaagde. 
Het was de enige houten achtbaan met een verticale looping. Deze is in 2006 verwijderd, na een incident waarbij 27 mensen gewond raakten. Na een onderzoek werden de drie oude, door Premier Rides gebouwde, achtbaantreinen vervangen door twee Gerstlauer treinen van de inmiddels afgebroken achtbaan Hurricane: Category 5 uit Myrtle Beach Pavilion. De looping werd dus uit de baan verwijderd na dit incident. De looping was niet de oorzaak van het incident, maar werd verwijderd vanwege de nieuwe treinen die het park aankocht voor de baan. Deze bleken de looping namelijk niet te kunnen voltooien wegens hun lichter gewicht.
De records die Son of Beast destijds neerzette, zijn (anno 2018) nog niet overtroffen door andere houten achtbanen.

## Records
Son of Beast was tijdens zijn operatieve jaren een recordbrekende baan. De volgende records waren in handen van Son of Beast:
- Snelste houten achtbaan ter wereld
- Houten achtbaan met de grootste eerste afdaling
- Eerste houten achtbaan met een inversie

Toen de baan werd afgebroken, vervielen ook de records. Tegenwoordig is in Six Flags Great America de houten achtbaan Goliath, die gebouwd werd in 2014, recordhouder met een hoogte van 50 meter en een maximale snelheid van 116 km/u. Goliath heeft twee inversies.

## Reputatie
De achtbaan stond al sinds haar opening bekend als een zeer ruwe achtbaan, dit was te wijten aan meerdere fouten in de constructie van de baan. Zo bleek na het incident in 2006 dat op vele plaatsen de achtbaan veel te stijf was gemaakt waardoor er breuken konden ontstaan op die plaatsen. Verder ontstonden buiten de grote incidenten regelmatig rug- en nekklachten bij de passagiers van de achtbaan. Zo was er na een jaar van ingebruikname al een hospitalisatie nodig omdat een man zijn nek had gebroken door de ruwheid van de achtbaan, in datzelfde jaar vond het incident nog eens plaats met een andere man. Beiden overleefde het ongeval.

## Incidenten

### 2006
Op 6 juli 2006 om 16:45 lokale tijd ontstond een oneffenheid op de baan, waardoor er 27 mensen gewond raakten. De meeste verwondingen waren aan de borst of aan de nek. 17 mensen, mochten het ziekenhuis binnen 5 uur verlaten, en 2 personen moesten nog blijven. Geen van de verwondingen was levensbedreigend. De achtbaan werd gesloten totdat de autoriteiten het onderzoek had afgerond. De volgende dag verklaarde Kings Island dat het ongeluk was veroorzaakt door een spleet in het hout. Het park deed een aantal reparaties aan de baan, maar de staat wilde intensief testen om er zeker van te zijn dat het niet weer gebeurde. Het park maakte later bekend dat de achtbaan niet zou heropenen voor seizoen 2007.
Begin december 2006 werd de looping uit de achtbaan gehaald, om de achtbaan geschikt te maken voor het gebruik van lichtere treinen. Het park maakte bekend dat de achtbaan weer zal heropenen in seizoen 2007. Op de plek waar de looping had gestaan, werd een recht stuk baan in gelegd. De nieuwe treinen kwamen van de inmiddels gesloopte achtbaan Hurricane: Category 5 van het Amerikaanse pretpark Myrtle Beach Pavilion, de treinen zijn gebouwd door Gerstlauer.

### 2009
Op 16 juni 2009 beweerde een vrouw dat ze inwendige verwondingen aan haar hoofd had opgelopen door een rit in Son of Beast. Ze had het park bezocht op 31 mei 2009, maar informeerde het park pas op 16 juli over het incident. Volgens het park heeft ze op 31 mei geen bezoek gebracht aan de EHBO of anderszins geklaagd. De vrouw verklaarde een gesprongen bloedvat te hebben gehad in haar hoofd gevolgd door een opname op de intensive care.
Volgens het park was het het eerste incident in 2009, maar desondanks werd Son of Beast uit voorzorg gesloten. De achtbaan werd onderzocht en er werden geen onregelmatigheden gerapporteerd. Het park sloot de attractie voor de rest van seizoen 2009. Het park heeft tegelijkertijd verklaard nog niet te weten wanneer Son of Beast heropend wordt. Het park kondigde later aan dat de achtbaan niet zou heropenen in 2010. Eenzelfde aankondiging werd gemaakt voor 2011. In 2012 werd echter aangekondigd dat Son Of Beast gesloopt zou worden. In oktober 2012 werd het laatste deel van de houten constructie omvergetrokken en opgeruimd.
Later werd een gedenkplaat gebouwd voor de attractie op de plaats waar deze gestaan had. Ook staat er in de wachtrij van de opvolger Banshee een grafsteen voor de voormalige achtbaan.

## Galerij

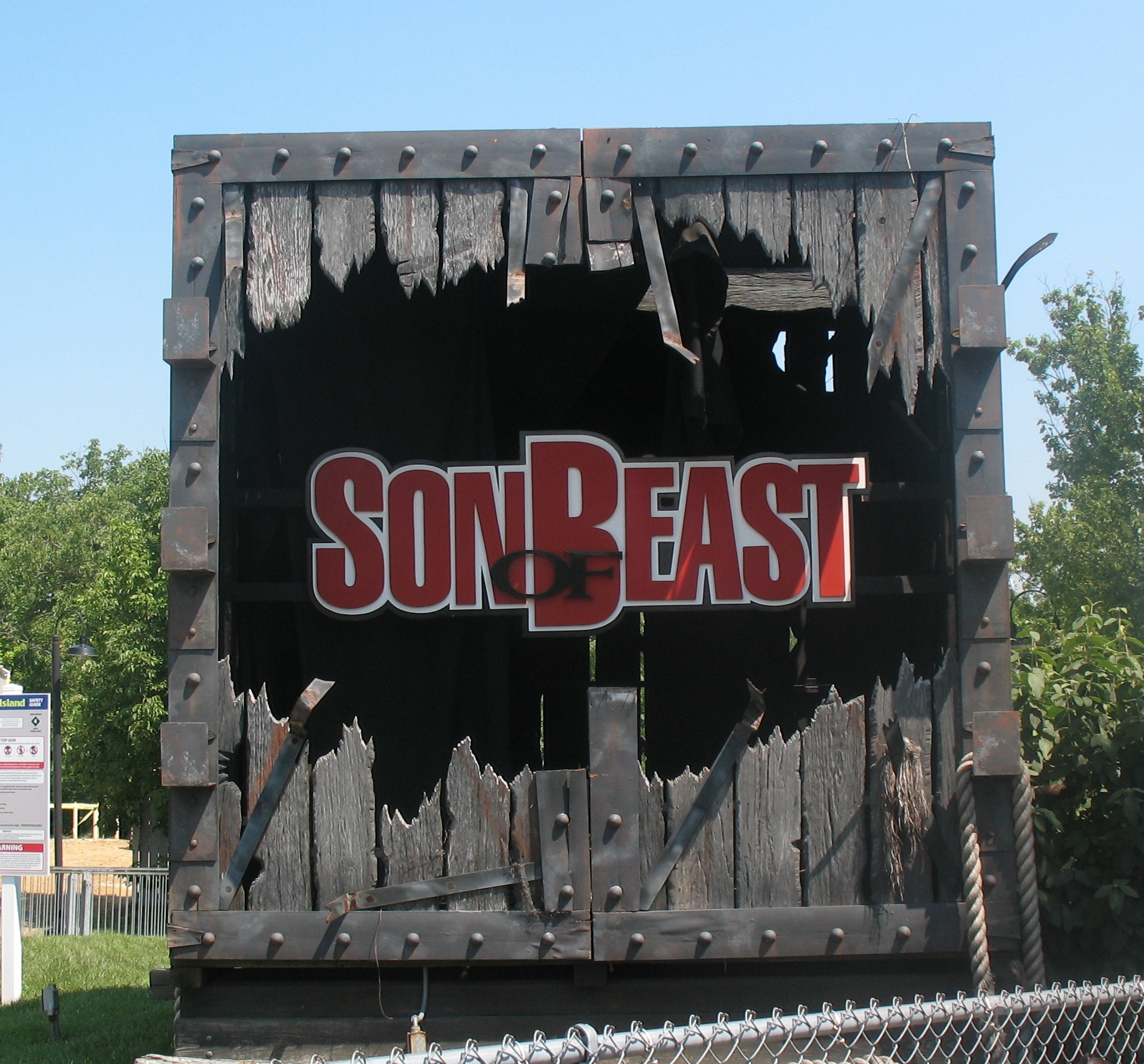
De ingang van Son of Beast
Houten looping constructie van Son of Beast
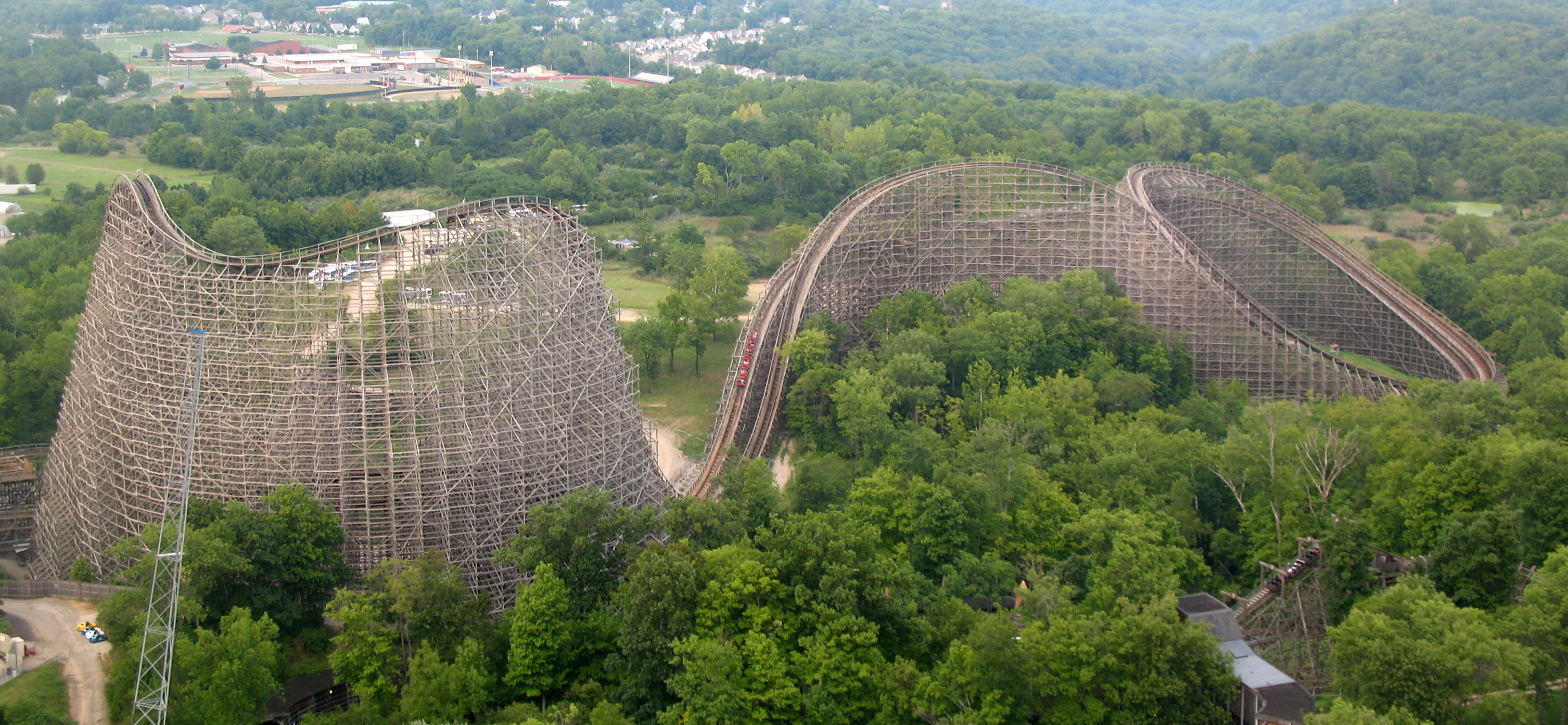
Son of Beast na het verwijderen van de looping
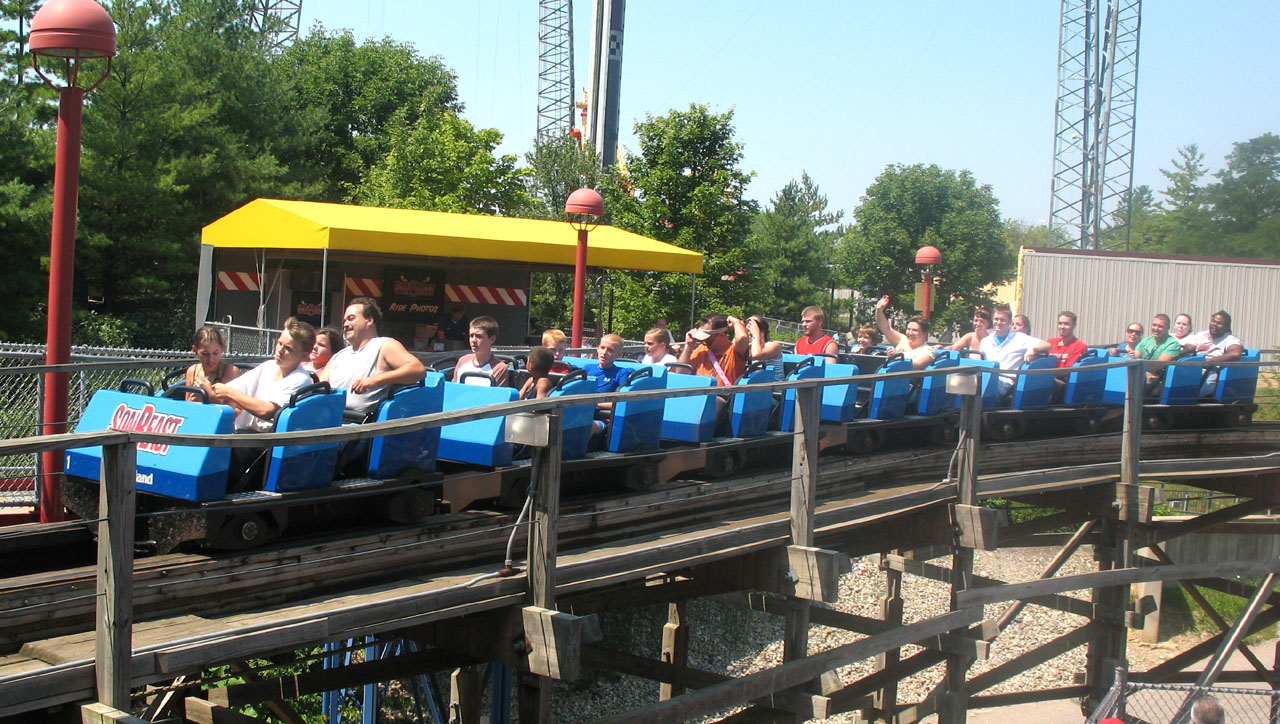
Son of Beast met de nieuwe treinen

Huidig: 
Adventure Express ·
Backlot Stunt Coaster ·
Banshee ·
The Bat ·
Diamondback ·
Flight of Fear ·
Great Pumpkin Coaster ·
Invertigo ·
Mystic Timbers ·
Orion ·
Snoopy's Soap Box Racers ·
The Beast ·
The Racer · 
Woodstock Express ·
Woodstock’s Air Rail
Verdwenen: 
Bat ·
Bavarian Beetle ·
Demon ·
Firehawk ·
King Cobra ·
Scooby's Ghoster Coaster ·
Son of Beast ·
Vortex